# Timesplitters 2
Timesplitters 2 är titeln på ett spel utvecklat av Free Radical Design, och utgivet i oktober 2002. Spelet är en uppföljare till TimeSplitters. Spelet finns till PlayStation 2, Xbox, samt Nintendo Gamecube.
Spelet innehåller ett påskägg i form av ett retrospel kallat AstroLander som påminner mycket om Lunar Lander.

### Fotnoter
1. 1 2 3  Redump.org.[källa från Wikidata]
2. ↑  ”Timesplitters 2” (på engelska). Mobygames. 16 oktober 2002. https://www.mobygames.com/game/timesplitters-2. Läst 22 juli 2019.